# Nikolay Minev
Nikolay Minev (bulgarisch Николай Николаев Минев, Nikolaj Nikolaew Minew; * 8. November 1931 in Russe; † 10. März 2017 in Seattle) war ein US-amerikanischer Schachmeister bulgarischer Herkunft.
Minev erhielt von der FIDE 1960 den Titel Internationaler Meister verliehen. Er gewann die Bulgarische Meisterschaft in den Jahren 1953, 1965 und 1966.
Seine letzte Elo-Zahl betrug 2370, er hat jedoch nach den US-Open 1999 keine gewertete Schachpartie mehr gespielt und wurde deshalb als inaktiv geführt. Seine höchste Elo-Zahl von 2455 erreichte er im Juli 1971 und erneut im Juli 1973. Vor Einführung der Elo-Zahlen erreichte Minev im Oktober 1966 seine höchste historische Elo-Zahl von 2576.
Mit der bulgarischen Nationalmannschaft nahm Minev an den Schacholympiaden 1954, 1956, 1958, 1960, 1962 und 1966 und den Mannschaftseuropameisterschaften 1970 und 1977 teil.
Minev war auch als Schachautor tätig, er schrieb unter anderem gemeinsam mit John Donaldson ein zweibändiges Werk über Akiba Rubinstein, zusammen mit Yasser Seirawan das Buch Take my rooks (1991, ISBN 1-87947-901-X) über doppelte Turmopfer sowie French Defence: New and forgotten ideas (2. Auflage 1998, ISBN 0-938650-92-0) über die Französische Verteidigung. Er publizierte mehr als 50 Schachstudien.

## Turniererfolge
- 1959 Sofia (Bulgarische Meisterschaft): 3.–4. Platz
- 1961 Warschau: 2.–3. Platz
- 1966 Parcetic Memorial: 1.–2. Platz